# 江差線
江差線（えさしせん）は、かつて北海道函館市の五稜郭駅から檜山郡江差町の江差駅までを結んでいた北海道旅客鉄道（JR北海道）の鉄道路線（地方交通線）である。
このうち、木古内駅 - 江差駅間は2014年（平成26年）5月12日に廃止され、残る五稜郭駅 - 木古内駅間は2016年（平成28年）3月26日の北海道新幹線新青森駅 - 新函館北斗駅間の開業に伴い第三セクター鉄道の道南いさりび鉄道へ経営が移管された。新幹線の並行在来線として地方交通線が初めて第三セクター化された。五稜郭駅 - 木古内駅間の2016年（平成28年）3月26日以降については「道南いさりび鉄道線」を参照。

## 路線データ
全区間がJR北海道函館支社の管轄であった。

### 道南いさりび鉄道移管直前時
- 管轄・路線距離（営業キロ）：五稜郭駅 - 木古内駅間 37.8 km[2][3]
- 軌間：1,067 mm（狭軌）
- 駅数：13駅（起終点駅含む）
  - 旅客駅：12駅
  - 貨物駅：1駅
  - 信号場数：1か所
    - 江差線所属駅に限定した場合、起点の五稜郭駅・函館貨物駅（函館本線所属[4]）が除外され、旅客駅のみの11駅となる。
- 複線区間：なし（全線単線）
- 電化区間：全線・交流20,000 V・50 Hz
- 閉塞方式：単線自動閉塞式
- 交換可能な駅は「駅・信号場一覧」の節を参照。
- 最高速度：100 km/h

### 一部区間廃止前
- 管轄・路線距離（営業キロ）：五稜郭駅 - 江差駅間 79.9 km
- 駅数：22駅（起終点駅含む）
  - 旅客駅：21駅
  - 貨物駅：1駅
  - 信号場：1か所
    - 江差線所属駅に限定した場合、起点の五稜郭駅・函館貨物駅（函館本線所属[4]）が除外され、旅客駅のみの20駅となる。
- 複線区間：なし（全線単線）
  - 木古内駅から江差方面へ分岐点の区間は海峡線の下り線と共用
- 電化区間：五稜郭駅 - 木古内駅間（交流20,000 V・50 Hz）
- 閉塞方式：
  - 五稜郭駅 - 木古内駅間 単線自動閉塞式
  - 木古内駅 - 湯ノ岱駅間 特殊自動閉塞式（軌道回路検知式）
  - 湯ノ岱駅 - 江差駅間 スタフ閉塞式
- 交換可能な駅は「駅・信号場一覧」の節を参照。
- 最高速度：
  - 五稜郭駅 - 木古内駅間 100 km/h
  - 木古内駅 - 江差駅間 65 km/h
- 最急勾配：25 ‰（吉堀駅 - 神明駅間など）
- 最小曲線半径：160 m

### 区間別の利用状況

#### 輸送密度
区間ごとの輸送密度は以下の通り。
| 年度                 | 輸送密度（人/キロ/日） | 輸送密度（人/キロ/日） |
| 年度                 | 五稜郭駅 - 木古内駅間  | 木古内駅 - 江差駅間    |
| -------------------- | ---------------------- | ---------------------- |
| 1987年（昭和62年）度 |                        | 253                    |
| 2009年（平成21年）度 |                        | 48                     |
| 2010年（平成22年）度 |                        | 45                     |
| 2011年（平成23年）度 |                        | 41                     |
| 2012年（平成24年）度 |                        | 55                     |
| 2013年（平成25年）度 |                        | 165                    |
| 2014年（平成26年）度 | 4,377                  | 618                    |
| 2015年（平成27年）度 | 4,133                  | -                      |

#### 収支・営業係数
区間ごとの収支（営業収益、営業費用、営業損益）と営業係数は以下の通り。いずれも管理費を含めた金額である。▲はマイナスを意味する。
| 年度                 | 収支（百万円） | 収支（百万円） | 収支（百万円） | 営業係数 （円） |
| 年度                 | 営業収益       | 営業費用       | 営業損益       | 営業係数 （円） |
| -------------------- | -------------- | -------------- | -------------- | --------------- |
| 2014年（平成26年）度 | 1,261          | 3,125          | ▲1,864         | 248             |

| 年度                 | 収支（百万円） | 収支（百万円） | 収支（百万円） | 営業係数 （円） |
| 年度                 | 営業収益       | 営業費用       | 営業損益       | 営業係数 （円） |
| -------------------- | -------------- | -------------- | -------------- | --------------- |
| 2014年（平成26年）度 | 27             | 84             | ▲57            | 314             |

## 歴史
1909年（明治42年）、上磯村峨朗の石灰石を函館に運ぶ目的で、函館区の有志が鉄道院に布設を請願したのが建設のきっかけである。これを受け1910年（明治43年）の軽便鉄道法を準用して建設され、1913年（大正2年）9月15日に上磯軽便線として開業した五稜郭駅 - 上磯駅間の鉄道（実際の軌間は1,067 mm）を、1930年（昭和5年）から1936年（昭和11年）にかけて檜山郡江差町の江差駅まで延長したもので、改正鉄道敷設法別表第129号前段に規定する予定線（「渡島國上磯ヨリ木古内ヲ經テ江差ニ至ル鐵道」）である。1936年（昭和11年）11月10日に江差駅まで開通し江差線となった。
檜山の木材や海産物などを運ぶ貨物輸送手段となったほか、檜山と函館を往来する住民の足としても親しまれた。
五稜郭駅 - 木古内駅間は青函トンネルの北海道側の接続路線とされ、1988年（昭和63年）3月13日の海峡線開業に合わせて交流電化等の改良工事が実施され、北海道と本州を直結する幹線ルート「津軽海峡線」の一部とされた。これに伴い、従来の函館都市圏における地域輸送に加えて、北海道 - 本州間の貨物輸送および青函区間の連絡輸送も担うようになった。一方、木古内駅 - 江差駅間は北海道道5号江差木古内線が未整備であることもあり、非電化のローカル線として取り残された。予定線の後段である「木古内ヨリ分岐シテ大島ニ至ル鐵道」も松前線として木古内駅 - 松前駅間が開業していたが、国鉄再建法により特定地方交通線に指定されたこと、国道228号の整備状況が良好であることもあり、海峡線の開業に先立って1988年（昭和63年）2月1日に廃止された。1968年（昭和43年）に選定された「赤字83線」にも挙げられている同線が当時全線で存続したのは、輸送量の多い五稜郭駅 - 木古内駅間が含まれていたからともいわれる。
木古内駅 - 江差駅間の輸送密度（1 km当たりの1日平均利用客数）はJR発足当初の1987年（昭和62年）度の253人が2011年（平成23年）度は6分の1以下の41人に減少し、JR北海道管内で乗降客が最も少ない区間であったため、北海道新幹線の開業に先立ち、2014年（平成26年）5月12日に廃止された（経緯は後述）。これにより、檜山管内から鉄道が消滅した。なお、JR北海道の廃線は、1995年（平成7年）9月4日に廃止された深名線（全線）以来19年ぶり、北海道内の廃線としては2006年（平成18年）4月21日に廃止された旧池北線の北海道ちほく高原鉄道ふるさと銀河線（全線）以来8年ぶりである。木古内駅 - 江差駅間の廃止から北海道新幹線の開業までの間、JR北海道のウェブサイトの「鉄道に関する情報」の路線図では「江差線」の名前を使用せず、「津軽海峡線」の一部として案内されていた。

### 北海道新幹線に関連した動き
2016年（平成28年）3月26日の北海道新幹線の新青森駅 - 新函館北斗駅間の開業に伴い、江差線五稜郭駅 - 木古内駅間はJR北海道から道南いさりび鉄道に経営分離された。
本州 - 北海道間の貨物輸送は鉄道が重要な役割を果たしており、青函トンネルにおける北海道新幹線工事でも、狭軌による貨物輸送の存続を前提とした施工が行われているため、貨物列車が通る江差線の同区間が廃止される可能性は低いと見られていた。一方、JR北海道は新幹線規格の車両に在来線列車を載せるトレイン・オン・トレイン方式によって、北海道新幹線を経由した貨物輸送を行うことも検討しており、これが実現すれば江差線が廃止される可能性もあった。2007年（平成19年）、当時の北斗市長である海老沢順三は、五稜郭駅 - 木古内駅間は旅客だけでなく、新幹線で代替できない貨物列車が一日に上下合わせ約50本運行されていることから、「線路自体が失われることはない。道やJRには路線の存続を強く求め続けたい」とコメントしている。一方、利用者数の少ない木古内駅 - 江差駅間についてはかねてから新幹線開業と同時にそのまま廃止・バス転換されるとする見方や、新幹線開業後は「全区間のバス転換（鉄道廃止）が濃厚」と一部で報道されていた。
2011年（平成23年）10月31日、北海道は江差線の五稜郭駅 - 木古内駅間を、費用負担の問題からバス転換する方針を提案した。これに対し北斗市および函館市が反発し、道は2011年（平成23年）度内に3市町と調整して結論を出す予定としていた。同年12月および2012年（平成24年）1月には、北海道はバス転換案を撤回し第三セクター方式で鉄道を維持する方針を表明した。第三セクターの設立はJR北海道の相次ぐトラブルで遅れ、2014年（平成26年）8月1日にようやく設立された。
さらに2012年（平成24年）8月7日、JR北海道は北海道新幹線新函館北斗開業に際して、特に利用客が少ない木古内駅 - 江差駅間を廃線・バス転換する方向で検討に入り、沿線の江差・上ノ国・木古内3町との間で（沿線住民との）連絡協議会を立ち上げる旨を発表。その後9月3日、沿線自治体に対して2014年（平成26年）度初頭に木古内駅 - 江差駅間を廃止したい旨を説明し、沿線3町は代替輸送確保が成されれば廃止了承する構えであると報じられていた。翌2013年（平成25年）3月28日、「木古内 - 江差間を廃止しバス転換する」旨に沿線の江差・上ノ国・木古内3町の首長が同意した。同年4月26日にJR北海道が国土交通省に廃止届を提出して2014年（平成26年）5月12日付で廃止することを発表し、予定通りに廃止された。
2014年（平成26年）11月12日、JR北海道は、2015年（平成27年）度よりカーブのカントを小さくする工事を実施することを発表。これは2012年（平成24年）4月から2014年（平成26年）6月にかけて3度貨物列車が脱線したことに加え、新幹線開業後は通過列車のスピードが低くなることを見据えたもの。2014年（平成26年）現在のカントは、特急電車が70-80 km/h で通過することを想定して80-100 mmで設定してあるが、新幹線開通後は低速な貨物列車と普通列車が中心となるため最大80 mm 程度に落とすこととなる。
五稜郭駅 - 木古内駅間で運行されている夜行列車（後節参照）に関しては北海道新幹線開業時に廃止が示唆されており、2015年（平成27年）3月12日（大阪・札幌発とも）を最後に臨時寝台特急「トワイライトエクスプレス」の運行を終了、同年3月14日のダイヤ改正で「北斗星」の定期列車としての運転を終了した。また、臨時寝台特急「カシオペア」と急行「はまなす」は、2016年（平成28年）3月21日を最後に運行を終了し、新幹線開業日である同年3月26日をもって廃止となった。

### 年表

#### 国有鉄道時代
- 1909年（明治42年）：函館区の有志が鉄道院に敷設を請願
- 1910年（明治43年）：軽便鉄道法成立
- 1913年（大正2年）9月15日：国有鉄道上磯軽便線として、五稜郭駅 - 上磯駅間（5.4 M≒8.8km）が開業[8]。同区間に久根別駅・上磯駅を新設[9][10]。
- 1922年（大正11年）9月2日：上磯線に改称[11]。
- 1926年（大正15年）6月21日：七重浜駅を新設[10]。
- 1930年（昭和5年）
  - 4月1日：営業距離の単位をマイルからキロメートルに変更（五稜郭駅 - 上磯駅間 5.4 M→8.8 km）。
  - 10月25日：上磯駅 - 木古内駅間 (29.0km) が延伸開業[8]。同区間に茂辺地駅[10]・渡島当別駅[10]・釜谷駅[12]・泉沢駅[12]・札苅駅[12]・木古内駅[12]を新設。
- 1932年（昭和7年）7月22日：新七重浜仮乗降場を新設。
- 1935年（昭和10年）12月10日：木古内駅 - 湯ノ岱駅間 (21.4 km) が延伸開業[8]。同区間に吉堀駅[12]・湯ノ岱駅[12]を新設。
- 1936年（昭和11年）11月10日：湯ノ岱駅 - 江差駅間 (20.7 km) が延伸開業し、五稜郭駅 - 江差駅間が全通[8][新聞 12]。同時に江差線に改称[8]。同区間に桂岡駅[12]・上ノ国駅[12]・江差駅[12]を新設。
- 1937年（昭和12年）8月16日：新七重浜仮乗降場を廃止。
- 1948年（昭和23年）：中須田仮乗降場を新設。
- 1949年（昭和24年）6月1日：日本国有鉄道法施行に伴い、公共企業体日本国有鉄道（国鉄）に移管。
- 1955年（昭和30年）3月5日：中須田仮乗降場を駅に変更[8][12]。
- 1956年（昭和31年）10月1日：清川口駅を新設[8][10]。
- 1957年（昭和32年）
  - 1月25日：神明駅を新設[8][12]。
  - 10月1日：全列車が気動車での運行となる[8]。
- 1960年（昭和35年）
  - 2月6日：茂辺地駅 - 上ノ国駅間で車内販売を開始[新聞 13]。
  - 10月1日：函館駅 - 江差駅間を運行する準急列車として「えさし」が単行（1両編成）で運行開始[8][13]。臨時列車だったが、毎日運行していた[13]。
- 1961年（昭和36年）10月1日：準急「えさし」が定期列車化[13]。
- 1963年（昭和38年）12月1日：函館駅 - 江差駅間に準急「おくしり」・「ひやま」が、函館駅 - 松前駅間（松前線直通）に準急「松前」が[14]、いずれも単行で運行を開始[13]。
- 1964年（昭和39年）12月30日：渡島鶴岡駅・宮越駅を新設[8][12]。
- 1966年（昭和41年）10月1日：函館駅 - 江差駅間を運行する準急列車の名称を3往復とも「えさし」に統一[13][注釈 3]。
- 1967年（昭和42年）10月1日：この時点で準急 「えさし」上り3号は単行、上り1号（松前行きを併結）は3両、他は2両。
- 1968年（昭和43年）10月1日：準急「えさし」・「松前」が急行列車に昇格[13]。
- 1972年（昭和47年）3月15日：急行「えさし」が1往復減便され、2往復での運行となる（いずれも2両）[13]。急行「松前」の上りが1本増便され、下り1本・上り2本運行（2号は2両）となる[13]。
- 1973年（昭和48年）10月1日：急行「えさし」の下りが1本減便され、上り函館行き2本・下り江差行き1本のみの運行となる[13]。上り1号は松前行きを併結し3両、他は2両[13]。
- 1980年（昭和55年）10月1日：急行「えさし」・「松前」を廃止[13]。以降、海峡線開通に伴う本州連絡列車まで優等列車の設定はない。
- 1982年（昭和57年）11月15日：上磯駅 - 江差駅間の貨物営業を廃止[8][15]。
- 1985年（昭和60年）3月14日：五稜郭駅 - 上磯駅間の貨物営業を廃止。
- 1986年（昭和61年）11月1日：東久根別臨時乗降場を新設[8][10]。
  - この年から1998年頃まで、函館駅 - 上磯駅間の区間列車（普通列車）に「わくわく」の名称が与えられる[注釈 4]。

#### 民営化以後
- 1987年（昭和62年）
  - 4月1日：国鉄分割民営化に伴い、北海道旅客鉄道（JR北海道）が第一種鉄道事業者として全線を承継。東久根別臨時乗降場が東久根別駅に変更。
  - 4月：五稜郭駅 - 木古内駅間を自動閉塞化、同時にCTC化。
- 1988年（昭和63年）
  - 2月：木古内駅 - 湯ノ岱駅間を特殊自動閉塞化、同時にCTC化。湯ノ岱駅 - 江差駅間をスタフ閉塞化。
  - 3月13日：海峡線開業。五稜郭駅 - 木古内駅間を電化（交流20,000V 50Hz）。同時に日本貨物鉄道（JR貨物）が同区間で第二種鉄道事業を開始し、3年ぶりに貨物営業が復活。特急「はつかり」、寝台特急「北斗星」[16][13]・「日本海」1・4号[16][13]、急行「はまなす」[13]、快速「海峡」[13]といった本州連絡列車が運行開始。
- 1989年（平成元年）7月21日：臨時寝台特急「トワイライトエクスプレス」運行開始[13]。
- 1990年（平成2年）
  - 7月1日：矢不来信号場を新設。
  - 9月1日：木古内駅 - 江差駅間でワンマン運転を開始[17]。
- 1992年（平成4年）8月：五稜郭駅 - 木古内間でATS-SN使用開始[新聞 14]。
- 1993年（平成5年）10月1日：函館駅 - 木古内駅間でワンマン運転を開始[17]。
- 1994年（平成6年）
  - 9月23日：豪雨による土砂崩れ等により木古内駅 - 江差間駅間で運転見合わせ[新聞 15]。
  - 10月19日：湯ノ岱駅 - 江差駅間で運転を再開[新聞 16]。
  - 11月10日：木古内駅 - 湯ノ岱駅間で運転を再開し、全線が復旧[新聞 17]。
- 1995年（平成7年）3月：キハ22形気動車並びにキハ24形気動車の運用を終了[注釈 5]。
- 1999年（平成11年）
  - 7月16日：臨時寝台特急「カシオペア」運行開始[16][13]。
  - 12月：湯ノ岱駅 - 江差駅間において、COMBAT（バリス式列車検知形閉塞装置）の試験を実施。2003年（平成15年）3月まで。
- 2002年（平成14年）12月1日：特急「はつかり」・快速「海峡」が廃止され、代わって特急「白鳥」・「スーパー白鳥」運行開始[13][報道 14]。
- 2006年（平成18年）3月18日：寝台特急「日本海」1・4号の運転区間が大阪駅 - 青森駅間に短縮され当線での運行廃止[13][報道 15]。
- 2007年（平成19年）10月1日：五稜郭駅で駅ナンバリング実施[報道 16]。
- 2009年（平成21年）
  - 1月：江差線において下請け業者による信号配線の施工ミスが発覚する。危うく追突事故を起こすところだった[19]。
  - 3月21日：五稜郭駅 - 七重浜駅間でレールが破断する事故が発生し、旅客列車8本を含む計21本が運休する[20]。
- 2012年（平成24年）
  - 4月26日：泉沢駅 - 釜谷駅間で上り貨物列車が脱線する事故が発生[21]。
  - 9月3日：木古内駅 - 江差駅間を2014年（平成26年）度初頭までに廃止することを、木古内町・上ノ国町・江差町に正式に伝達した旨を、JR北海道が正式に発表[報道 1]。
  - 9月11日：泉沢駅付近で上り貨物列車が脱線し、14日まで上磯駅 - 木古内駅間で運休[22]。
- 2013年（平成25年）
  - 3月28日：木古内駅 - 江差駅間を2014年（平成26年）5月限りで廃線とし、バス転換することに沿線の江差・上ノ国・木古内3町の首長が同意したと発表[新聞 9]。
  - 4月26日：JR北海道が国土交通大臣宛てに木古内駅 - 江差駅間の鉄道事業廃止届を提出[報道 6]。
- 2014年（平成26年）
  - 5月12日：木古内駅 - 江差駅間 (42.1 km) の運輸営業を廃止[新聞 1]。バス運行に転換[新聞 18]。渡島鶴岡駅・吉堀駅・神明駅・湯ノ岱駅・宮越駅・桂岡駅・中須田駅・上ノ国駅・江差駅を廃止。
  - 6月22日：4時15分頃、札苅駅付近で、上り貨物列車が脱線。津軽海峡線全区間で運休[報道 17][報道 18][報道 19]。
  - 6月23日：津軽海峡線全区間で運転再開。当面の間、事故で損傷した枕木が残存する区間で全列車徐行運転を実施[報道 20][報道 21][報道 22][報道 23]。
  - 11月4日：徐行区間を事故が発生した当該曲線部分のみに、対象列車を貨物列車のみに変更[報道 24]。
  - 12月7日・8日・15日：北海道新幹線関連の監査・検査等に伴い、早朝の木古内発函館行き普通列車2本の木古内駅 - 泉沢駅間を部分運休し、バスによる代行輸送を実施[報道 25]。
- 2015年（平成27年）
  - 3月2日：JR北海道が国土交通大臣宛てに五稜郭駅 - 木古内駅間の鉄道事業廃止届を提出[報道 26][報道 27][新聞 19]。
  - 6月29日：道南いさりび鉄道が同年3月27日に申請していた[報道 28][新聞 20]、五稜郭駅 - 木古内駅間 (37.8 km) の第一種鉄道事業許可を、国土交通省が認可[報道 29][報道 30]。
  - 12月31日：北海道新幹線の開業準備に伴い、始発駅を21時以降に出発する普通列車4本と急行「はまなす」を全区間運休。普通列車については一部区間で代行バスを運行[報道 31][報道 10][報道 11]。
- 2016年（平成28年）
  - 1月1日：北海道新幹線の開業準備に伴い、釜谷駅 - 木古内駅間の普通列車と特急「白鳥」・「スーパー白鳥」、急行「はまなす」を全区間運休。普通列車については一部区間で代行バスを運行[報道 31][報道 10][報道 11]。
  - 2月13日・20日：北海道新幹線の開業準備に伴い急行「はまなす」を全区間運休[報道 10][報道 11]。
  - 3月21日：特急「白鳥」・「スーパー白鳥」、急行「はまなす」の実質的な最終運行日[報道 10][報道 11]。
  - 3月22日 - 25日：北海道新幹線の開業準備に伴い、特急「白鳥」・「スーパー白鳥」、急行「はまなす」を全区間運休[報道 10][報道 11]。普通列車・貨物列車については平常通り運行される[報道 32][報道 33]。
  - 3月26日：北海道新幹線の新青森駅 - 新函館北斗駅間開業に伴い、以下の通り変更となる。[報道 12][報道 13]。
    - 特急「白鳥」・「スーパー白鳥」、急行「はまなす」、臨時寝台特急「カシオペア」が名実ともに廃止[報道 12][報道 13]。これに伴い、同線を運行する優等列車が再度消滅することになる。
    - 五稜郭駅 - 木古内駅間 (37.8 km) が道南いさりび鉄道に移管され[報道 34]、「道南いさりび鉄道線」に改称[報道 28]。

## 運行形態

### 旅客輸送

#### 広域輸送

##### 急行「えさし」
海峡線が開業する以前は、函館駅 - 江差駅間を直通する急行「えさし」が運転されていた。「えさし」は1960年（昭和35年）10月1日、毎日運行の臨時準急列車として運行を開始し、1961年（昭和36年）10月1日に定期列車となった。1963年（昭和38年）12月1日には同一区間を運行する準急「おくしり」・「ひやま」が運行を開始したが、1966年（昭和41年）10月1日にはこれらの列車を統合して3往復の運行となり、1968年（昭和43年）10月1日には急行列車に昇格した。
「えさし」は当初単行（1両編成）で運行されていたが、1967年（昭和42年）10月1日の時点では2両編成で運行されていた。また、函館駅 - 木古内駅間では函館駅 - 松前駅間（松前線直通）の準急（後に急行）「松前」を併結していた。1980年（昭和55年）10月1日に「松前」と共に廃止された。
廃止時の停車駅
函館駅 - 上磯駅 - 木古内駅 - 上ノ国駅 - 江差駅

##### 津軽海峡線
五稜郭駅 - 木古内駅間は、1988年（昭和63年）3月13日から2016年（平成28年）3月21日まで、海峡線、東日本旅客鉄道（JR東日本）津軽線とともに津軽海峡線を形成し、定期旅客列車による青函連絡輸送が行われていた。
1988年（昭和63年）3月13日の海峡線開業時から、快速「海峡」・特急「はつかり」が運転されていたが、2002年（平成14年）12月1日の東北新幹線八戸駅延伸開業時に特急「白鳥」・「スーパー白鳥」に置き換えられる形で廃止された。また、本州と北海道を結ぶ夜行列車として、急行「はまなす」、寝台特急「日本海」・「北斗星」・「カシオペア」・「トワイライトエクスプレス」も運行されており、このうち、「日本海」が木古内駅に停車していた。
海峡線（青函トンネル）では特急列車が最高速度140 km/h で走行していたが、江差線では線形の関係から最高速度は100 km/h だった。前述の北海道新幹線建設を理由に、江差線の高速化は行われていない。これらの広域旅客輸送は、2016年（平成28年）3月26日に開業した北海道新幹線に受け継がれている。

#### 地域輸送
五稜郭発着の列車はなく、すべての列車が函館本線の函館駅まで乗り入れていた。普通列車はすべてワンマン運転を実施していた。函館駅 - 上磯駅間は1時間あたり1本程度、上磯駅 - 木古内駅間は3時間ほど運行のない時間帯があった。函館運輸所に普通列車用の電車が配置されていなかったため、すべてキハ40形気動車で運行されていた。特急形電車である485系・785系・789系の間合い運用はなかった。
2014年（平成26年）5月12日に廃止された木古内駅 - 江差駅間は、廃止時点で1日6往復の列車が運行されており、その多くは函館駅から直通していた。また渡島鶴岡駅・吉堀駅・神明駅は一部の列車が通過していた。

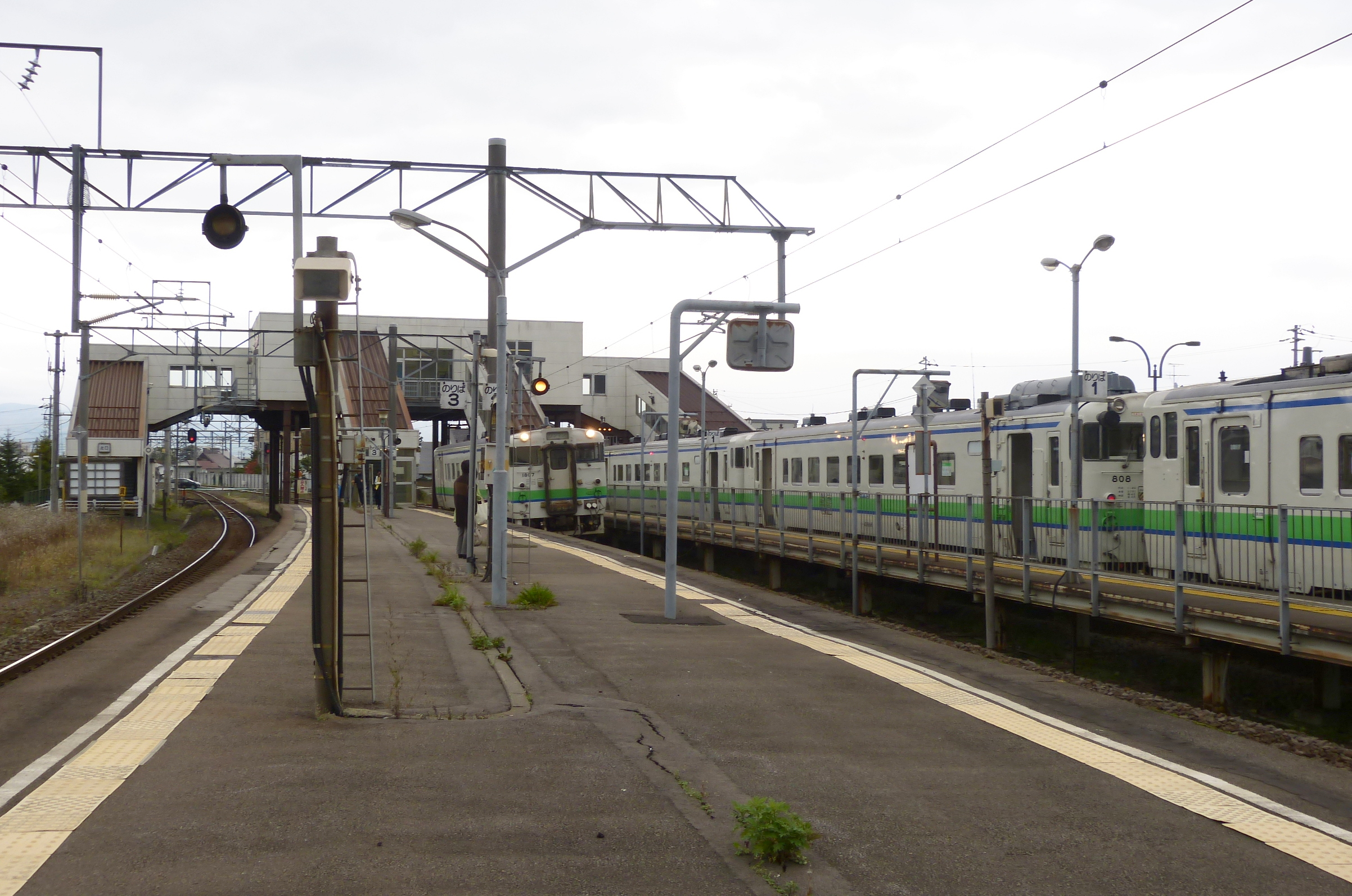
上磯駅構内の様子。右側が函館方面への折り返し列車とホーム。 （2013年10月）
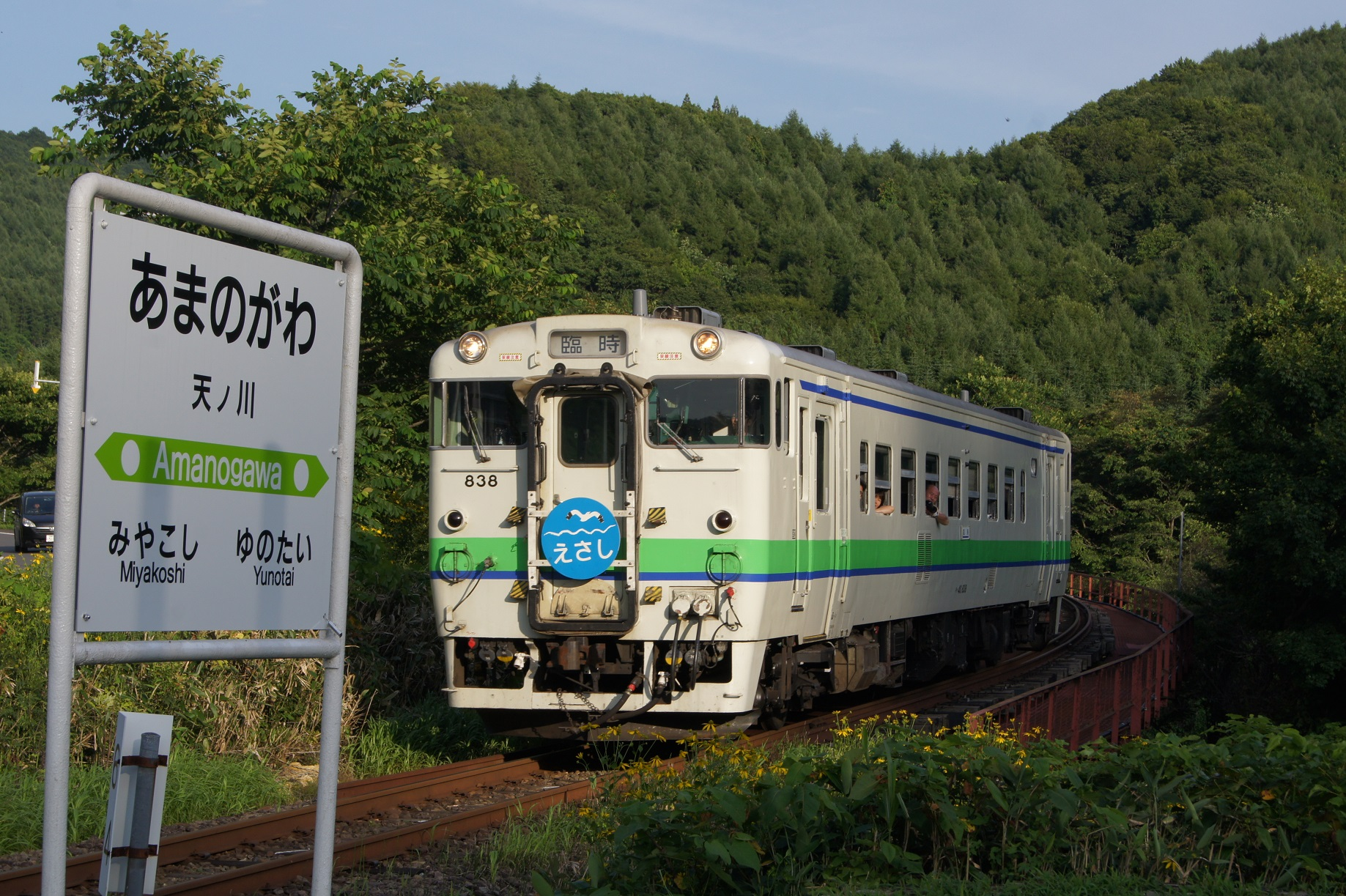
廃止決定後に運行された臨時列車「えさし号」とモニュメント「天ノ川駅」（2013年8月）

#### 列車番号
起点は五稜郭駅であり、五稜郭から木古内（および木古内 - 江差間廃止前は江差）方面に向かう列車が下りであるが、海峡線の開通に伴い本州との接続駅が函館駅から木古内駅に変わったため、五稜郭から木古内方面（木古内 - 江差間は江差方面）に向かう列車に本来上り列車に付けられる偶数の列車番号が付けられるようになった。

### 貨物輸送
1988年（昭和63年）の海峡線（青函トンネル）開業後から2016年（平成28年）のいさりび道南鉄道への経営移管前の状況は以下の通り。いさりび道南鉄道移管後もほぼ同形態で運行されているが、海峡線・旧江差線区間で貨物列車を牽引する機関車はEH800形のみとなっている。
青森信号場から五稜郭駅（函館貨物駅）へいたる津軽海峡線の一部として、木古内駅 - 五稜郭駅（函館貨物駅）間でJR貨物による貨物列車が運行されていた。コンテナ車で編成された高速貨物列車のみ運転され、専用貨物列車は定期列車としては存在しない。本数は下り（五稜郭方面行き）・上り（木古内方面行き）ともに21本である。貨物駅である函館貨物駅をのぞき、駅における貨車の連結作業はない。
牽引機は、五稜郭機関区に所属するED79形電気機関車とEH800形電気機関車、仙台総合鉄道部に所属するEH500形電気機関車が使用された。
なお、五稜郭駅（函館貨物駅） - 木古内駅間で列車交換設備のある駅は青函トンネル開業に際し、貨物列車との待ち合わせを考慮して構内待避線を延伸した。旅客ホーム有効長はそれ以前のままとなっている。

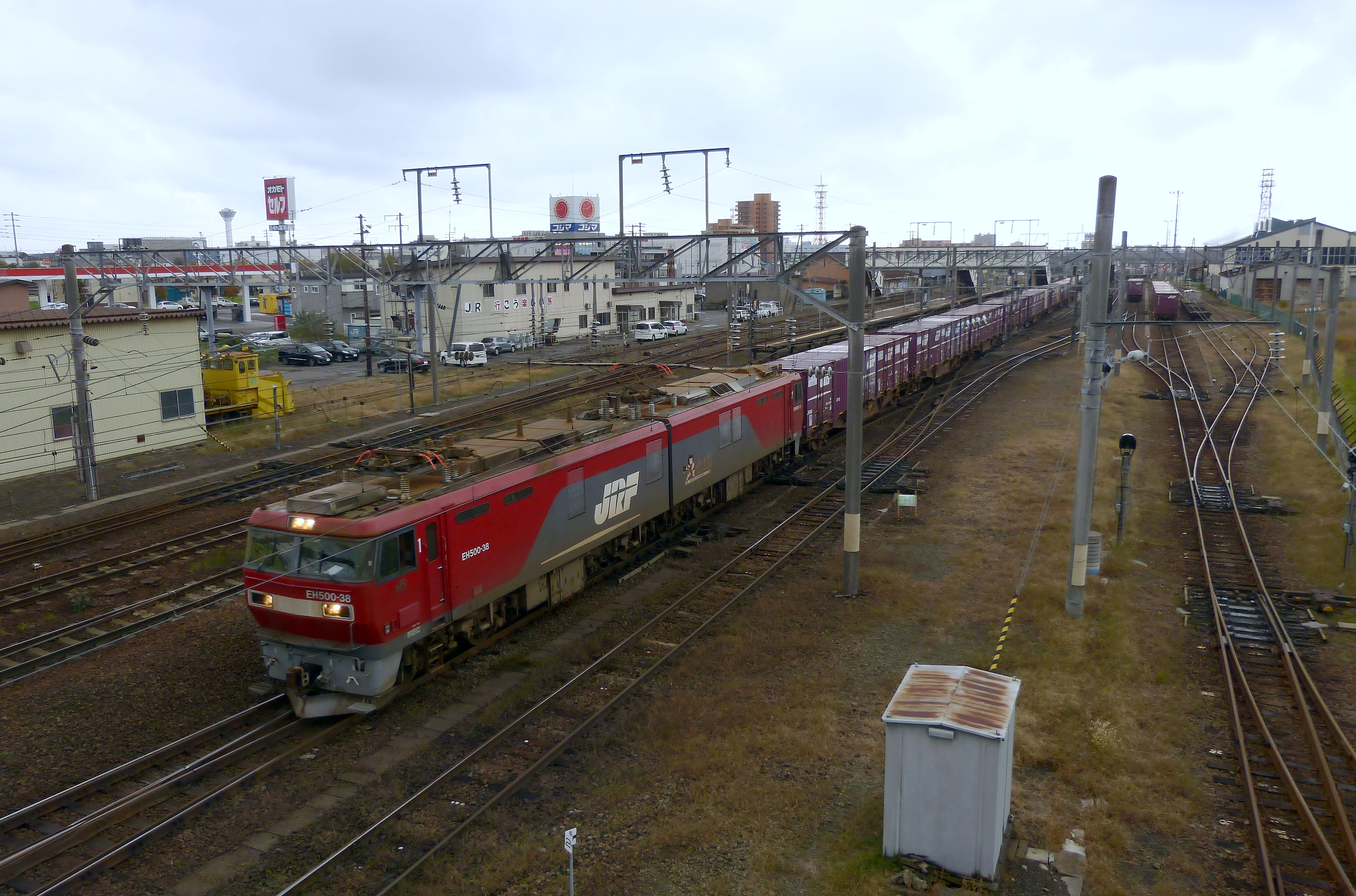
五稜郭駅を発車したJR貨物のEH500形機関車牽引の貨物列車。 （2013年10月）

## 使用車両

### 客車
- 60系62形・60形：普通列車
- 35系：普通列車
- 32系：普通列車
- 43系45形・43形：普通列車
- 50系51形0番台：普通列車
- 50系5000番台・50系51形5000番台：快速「海峡」で使用。一部の車両は青函トンネル用救援車へ転用された。
- 24系：急行「はまなす」、寝台特急「日本海」・「北斗星」・「トワイライトエクスプレス」・「カートレイン北海道号」
- E26系：寝台特急「カシオペア」
- 14系：快速「海峡」、急行「はまなす」
- 12系：快速「海峡」及び臨時列車で使用。50系51形5000番台が増備されるまで使用されることがあった。
- マヤ34・マヤ35軌道検測車

### 気動車
- キハ11形・キハ12形・キハユニ25形：普通列車
- キハ21形・キハ22形：普通列車、準急「えさし」・「おくしり」・「ひやま」・「松前」、急行「えさし」
- キハ24形・キハ46形：普通列車、準急「松前」、急行「えさし」・「松前」
- キハ40系：普通列車 - 道南いさりび鉄道移管後も譲渡車が引き続き使用されている。
- キハ56・27形：普通列車 - 急行型車両だが普通列車として使用されることがあった。
- キハ183系5200番台「ノースレインボーエクスプレス」：季節臨時列車
- キハ183系0番台・500番台・1500番台：臨時列車
- キハ80系：臨時列車

### 電車
- 485系：特急「はつかり」・「白鳥」
- 781系（L7編成）：特急「ドラえもん海底列車」
- 789系0番台：特急「スーパー白鳥」
- 785系300番台：特急「スーパー白鳥」。789系の増結用として使用された。

### 機関車
- 蒸気機関車
  - 9600形
  - C11形
  - C12形
  - C56形
  - C58形
- ディーゼル機関車
  - DD51形
  - DE15形
  - DE10形：木古内駅に青函トンネル救援用として待機しているほか、臨時列車・貨物列車にも使用された。
- 電気機関車
  - ED79形：寝台列車・快速列車のほか、貨物列車などの牽引にも使用されていた。
  - ED76形551号機：客車列車の牽引のみ担当。
  - EH500形：貨物列車の牽引のみ担当。
  - EH800形：同上。道南いさりび鉄道移管後もED79形・EH500形を置き換える形で引き続き使用されている。

## 駅・信号場一覧
便宜上、五稜郭側の旅客列車が直通する函館駅からの区間を記載。
- 函館駅 - 木古内駅間は江差線廃止（2016年3月25日）時点、木古内駅 - 江差駅間は部分廃止（2014年5月12日）時点で記載。
- ◆：貨物取扱駅
- ▽：一部の普通列車が通過していた駅。
- 累計営業キロは五稜郭駅からのもの。
- 線路（江差線内は全線単線） … ◇・∨：列車交換可能、｜：列車交換不可、||：複線（函館本線内）
- 全駅北海道内に所在。

| 路線名           | 愛称       | 電化状況    | 駅番号   | 駅名             | 営業キロ                                                                             | 営業キロ | 接続路線                                                                                    | 線路            | 所在地   | 所在地 | 所在地 |
| 路線名           | 愛称       | 電化状況    | 駅番号   | 駅名             | 駅間                                                                                 | 累計     | 接続路線                                                                                    | 線路            | 所在地   | 所在地 | 所在地 |
| ---------------- | ---------- | ----------- | -------- | ---------------- | ------------------------------------------------------------------------------------ | -------- | ------------------------------------------------------------------------------------------- | --------------- | -------- | ------ | ------ |
| 函館本線         | 津軽海峡線 | 交流電化    | H75      | 函館駅           | -                                                                                    | 3.4      | 北海道旅客鉄道：青函航路（1988年3月13日廃止） 函館市電：本線・大森線 …函館駅前停留場 (DY17) | \|\|            | 渡島管内 | 函館市 | 函館市 |
| 函館本線         | 津軽海峡線 | 交流電化    |          | （貨）函館貨物駅 | 3.4                                                                                  | 0.0      |                                                                                             | ∨               | 渡島管内 | 函館市 | 函館市 |
| 函館本線         | 津軽海峡線 | 交流電化    | H74      | 五稜郭駅         | 3.4                                                                                  | 0.0      | 北海道旅客鉄道：函館本線（長万部方面） 函館市電：本線…五稜郭駅前停留場（1978年11月1日廃止） | ∨               | 渡島管内 | 函館市 | 函館市 |
| 江差線           | 津軽海峡線 | 交流電化    | H74      | 五稜郭駅         | 3.4                                                                                  | 0.0      | 北海道旅客鉄道：函館本線（長万部方面） 函館市電：本線…五稜郭駅前停留場（1978年11月1日廃止） | ∨               | 渡島管内 | 函館市 | 函館市 |
|                  | 津軽海峡線 | 交流電化    | 七重浜駅 | 2.7              | 2.7                                                                                  |          | ◇                                                                                           | 北斗市          | 北斗市   |        |        |
| 新七重浜仮乗降場 | 津軽海峡線 | 交流電化    | -        | 3.7              | 1937年8月16日廃止                                                                    | ｜       |                                                                                             | 北斗市          | 北斗市   |        |        |
| 東久根別駅       | 津軽海峡線 | 交流電化    | 2.6      | 5.3              |                                                                                      | ｜       |                                                                                             | 北斗市          | 北斗市   |        |        |
| 久根別駅         | 津軽海峡線 | 交流電化    | 1.2      | 6.5              |                                                                                      | ◇        |                                                                                             | 北斗市          | 北斗市   |        |        |
| 清川口駅         | 津軽海峡線 | 交流電化    | 1.1      | 7.6              |                                                                                      | ｜       |                                                                                             | 北斗市          | 北斗市   |        |        |
| 上磯駅           | 津軽海峡線 | 交流電化    | 1.2      | 8.8              | 日本セメント：上磯鉄道（1989年廃止）                                                 | ◇        |                                                                                             | 北斗市          | 北斗市   |        |        |
| 矢不来信号場     | 津軽海峡線 | 交流電化    | -        | 14.3             |                                                                                      | ◇        |                                                                                             | 北斗市          | 北斗市   |        |        |
| 茂辺地駅         | 津軽海峡線 | 交流電化    | 8.8      | 17.6             |                                                                                      | ◇        |                                                                                             | 北斗市          | 北斗市   |        |        |
| 渡島当別駅       | 津軽海峡線 | 交流電化    | 5.0      | 22.6             |                                                                                      | ◇        |                                                                                             | 北斗市          | 北斗市   |        |        |
| 釜谷駅           | 津軽海峡線 | 交流電化    | 4.9      | 27.5             |                                                                                      | ◇        | 上磯郡 木古内町                                                                             | 上磯郡 木古内町 |          |        |        |
| 泉沢駅           | 津軽海峡線 | 交流電化    | 3.1      | 30.6             |                                                                                      | ◇        | 上磯郡 木古内町                                                                             | 上磯郡 木古内町 |          |        |        |
| 札苅駅           | 津軽海峡線 | 交流電化    | 3.4      | 34.0             |                                                                                      | ◇        | 上磯郡 木古内町                                                                             | 上磯郡 木古内町 |          |        |        |
| 木古内駅         | 津軽海峡線 | 交流電化    | 3.8      | 37.8             | 北海道旅客鉄道：海峡線（津軽海峡線）（函館方面から直通）・松前線（1988年2月1日廃止） | ◇        | 上磯郡 木古内町                                                                             | 上磯郡 木古内町 |          |        |        |
|                  | 非電化     | 渡島鶴岡駅▽ | 2.3      | 40.1             |                                                                                      | ｜       | 上磯郡 木古内町                                                                             | 上磯郡 木古内町 |          |        |        |
| 吉堀駅▽          | 非電化     | 3.1         | 43.2     |                  | ｜                                                                                   |          | 上磯郡 木古内町                                                                             | 上磯郡 木古内町 |          |        |        |
| 神明駅▽          | 非電化     | 13.2        | 56.4     |                  | ｜                                                                                   | 檜山管内 | 檜山郡                                                                                      | 上ノ国町        |          |        |        |
| 湯ノ岱駅         | 非電化     | 2.8         | 59.2     |                  | ◇                                                                                    | 檜山管内 | 檜山郡                                                                                      | 上ノ国町        |          |        |        |
| 宮越駅           | 非電化     | 7.1         | 66.3     |                  | ｜                                                                                   | 檜山管内 | 檜山郡                                                                                      | 上ノ国町        |          |        |        |
| 桂岡駅           | 非電化     | 2.2         | 68.5     |                  | ｜                                                                                   | 檜山管内 | 檜山郡                                                                                      | 上ノ国町        |          |        |        |
| 中須田駅         | 非電化     | 2.1         | 70.6     |                  | ｜                                                                                   | 檜山管内 | 檜山郡                                                                                      | 上ノ国町        |          |        |        |
| 上ノ国駅         | 非電化     | 3.2         | 73.8     |                  | ｜                                                                                   | 檜山管内 | 檜山郡                                                                                      | 上ノ国町        |          |        |        |
| 江差駅           | 非電化     | 6.1         | 79.9     |                  | ｜                                                                                   | 檜山管内 | 檜山郡                                                                                      | 江差町          |          |        |        |

## 鉄道代替バス
木古内駅 - 江差駅間は廃線後、函館バスの江差木古内線に転換された。廃止直後の2014年（平成26年）5月12日から9月30日までは木古内駅前 - 函館バス江差ターミナル間で運行され、同年10月1日以降は木古内駅前 - 道立江差病院・江差高校間で運行されている。

## 並行道路
五稜郭駅 - 木古内駅間（道南いさりび鉄道移管直前）
- 北海道道530号上磯停車場線
  - 北海道北斗市飯生2丁目（江差線上磯駅前） - 北海道北斗市飯生2丁目（上磯駅前交差点＝国道228号交点）間

- 国道228号（国道280号重複）
  - 北海道北斗市飯生2丁目（北海道道530号上磯停車場線交点） - 北海道上磯郡木古内町字本町（＝北海道道5号江差木古内線交点）間

- 北海道道5号江差木古内線
  - 北海道上磯郡上磯郡木古内町字本町（＝国道228号交点） - 北海道上磯郡木古内町本町（北海道道383号木古内停車場線交点）間

- 北海道道383号木古内停車場線
  - 北海道上磯郡木古内町本町（北海道道5号江差木古内線交点） -  北海道上磯郡木古内町本町（江差線・海峡線木古内駅）間

木古内駅 - 江差駅間（廃止直前）
- 北海道道383号木古内停車場線
  - 北海道上磯郡木古内町本町（江差線・海峡線木古内駅） - 北海道上磯郡木古内町本町（北海道道5号江差木古内線交点）間

- 北海道道5号江差木古内線（上ノ国-江差間は国道228号重複）
  - 北海道上磯郡木古内町本町（北海道道383号木古内停車場線交点） - 北海道檜山郡江差町字中歌町（＝国道228号上、国道227号交点）間